# Lista sensurilor giratorii din Brașov
Aceasta este o listă a sensurilor giratorii din municipiul Brașov, România. Conține locul și diferite detalii despre fiecare din aceste intersecții.

## Istorie
În Brașov, traficul pe carosabil a fost destul de limitat până la începutul secolului 21, când, cele câteva zeci de semafoare instalate în anii 1980 creau mari ambuteiaje rutiere și nemulțumiri în rândul șoferilor. Astfel că, în jurul anului 2007, a început un proces de transformare a intersecțiilor semaforizate în sensuri giratorii, ce a durat câțiva ani (este încă în desfășurare). În ciuda criticilor publice, traficul a fost fluidizat parțial.
În toamna anului 2012 funcționau 37 de sensuri giratorii (comparativ cu 29 în Decembrie 2011, și cu 22, în Ianuarie 2010).

## Detalii listă
Detaliile trecute pentru fiecare element al listei:
- Denumirea uzuală (ex. "Făget")
- Locul (ex. "Bd. Gării cu str. 13 Decembrie")
- Anul amenajării (ex. "2009")
- Număr de benzi (ex "2")
- Intensitate trafic ("redus", "normal", "intens")
- Alte comentarii (ex. "construcția a creat coloane lungi de mașini la orele de vârf")

## Listă sensuri giratorii
| #     | Denumire                     | Locație                                                                                        | Anul amenajării | Număr de benzi | Intensitate trafic | Alte comentarii | Fotografie |
| ----- | ---------------------------- | ---------------------------------------------------------------------------------------------- | --------------- | -------------- | ------------------ | --- | ---------- |
| 1     | Gară                         | Intersecția bd. Gării cu bd. Victoriei                                                         | 2007            | 3              | intens             | În fața gării |            |
| 2     | Casa Armatei                 | Intersecția str. Mureșenilor cu bd. Eroilor                                                    | 2007            | 3              | intens             | |            |
| 3     | Saturn                       | Intersecția bd. Saturn cu Calea București                                                      | 2007            | 3              | intens             | |            |
| 4     | Făget                        | Intersecția bd. Gării cu str. 13 Decembrie                                                     | 2009            | 2              | intens             | Au fost probleme de circulație în timpul amenajării |            |
| 5     | Onix                         | Intersecția bd. Griviței cu str. 13 Decembrie                                                  | 2009            | 3              | normal             | |            |
| 6     | Bartolomeu                   | Intersecția str. Lungă cu str. Stadionului                                                     | 2007            | 3              | intens             | |            |
| 7     | Hornbach 1                   | Calea Făgărașului, înspre Ghimbav, la intrarea în magazinul „Hornbach”                         | 2009            | 3              | normal             | Facilitează accesul la magazinul cu același nume |            |
| 8     | Hornbach 2                   | Pe calea de legătură dintre DN1 și DN73 lângă Hornbach 1                                       | 2009            | 2              | normal             | |            |
| 9     | Castelului                   | Pe str. Castelului                                                                             | 2005            | 1              | redus              | A devenit inutil odată cu introducerea sensului unic și pe porțiunea superioară a str. Castelului (2012)                                                                                               |            |
| 10    | Poarta Schei                 | Intersecția Șirul Beethoven cu str. Prundului și str. Poarta Schei                             | 2006            | 1              | redus              | |            |
| 11    | Magnolia                     | La intrarea în centrul comercial Magnolia                                                      | 2007            | 2              | redus              | |            |
| 12    | Real                         | Lângă „Real”, la intersecția șos. Cristianului cu str. Cărămidăriei                            | 2006            | 2              | normal             | |            |
| 13    | Nicopole                     | Intersecția str. Nicopole, str. Bisericii Române, str. Mihai Viteazul                          | 2004            | 2              | normal             | Primul sens giratoriu brașovean din „epoca” recentă |            |
| 14    | Ocolitoare-Feldioarei        | Intersecția ocolitoarei cu Calea Feldioarei                                                    | 2009            | 2              | intens             | |            |
| 15    | Ocolitoare-Zizinului         | Intersecția ocolitoarei cu str. Zizinului                                                      | 2009            | 2              | intens             | |            |
| 16    | Griviței, lângă universitate | Intersecția bd. Griviței cu str. Pictor Luchian                                                | 2007            | 1              | redus              | Lângă Club Fashion |            |
| 17    | Bartolomeu Nord              | Intersecția str. Lungă, str. Gheorghe Doja, str. Plugarilor, Calea Feldioarei                  | 2009            | 3              | normal             | |            |
| 18    | Carrefour                    | Calea București, intrare „Carrefour” și „Praktiker”                                            | 2009            | 3              | intens             | |            |
| 19    | Selgros                      | Calea București, intrare „Selgros” și „Macro Mall”                                             | 2009            | 3              | intens             | |            |
| 20    | Dârste                       | Intersecția Calea București cu str. Lacurilor                                                  | 2009            | 3              | normal             | |            |
| 21    | Kaufland                     | Intersecția str. Poienelor cu strada ce duce spre intrarea la „Kaufland” și apoi spre Noua     | 2009            | 2              | normal             | |            |
| 22    | Județean                     | Intersecția Calea București cu str. Carpaților                                                 | 2009            | 3              | intens             | În fața Spitalului Județean |            |
| 23 24 | Gemenii                      | Intersecția str. Zizinului cu bd. Saturn și bd. Alexandru Vlahuță                              | 2011            | 3              | intens             | Sens giratoriu dublu (premieră în România). |            |
| 25    | Hărmanului                   | Intersecția str. Hărmanului cu bd. Gării și bd. Alexandru Vlahuță                              | 2011            | 3              | intens             | |            |
| 26    | Toamnei                      | Intersecția Calea București cu str. Toamnei și str. Zizinului                                  | 2011            | 2-3            | intens             | Sens giratoriu parțial semaforizat. Bretea pentru viraj la stânga din bd. 15 Noiembrie spre str. Toamnei                                                                                               |            |
| 27    | Curmăturii/Fânarului         | Intersecția str. Curmăturii cu str. Fânarului, c. 100 de metri nord de podul Calea Făgărașului | 2009            | 2              | redus              | Leagă Calea Făgărașului (DN1), Șoseaua Cristianului (DN73) și cartierul Bartolomeu |            |
| 28    | Dedeman                      | Intrarea la magazinul „Dedeman” de pe bd. Griviței                                             | 2009            | 2              | normal             | Facilitează întoarcerea simplă și legală a vehiculelor înspre sau dinspre oraș |            |
| 29    | Griviței/A.Vlaicu            | Intersecția bd. Griviței cu str. Aurel Vlaicu și str. Plevnei                                  | 2010            | 3              | normal             | |            |
| 30    | Hidro (/Cora)                | Intersecția bd. M. Kogălniceanu cu bd. 15 Noiembrie și str. Iuliu Maniu                        | 2012            | 2              | intens             | Va facilita intrarea/ieșirea în/din parcarea magazinului „Cora” ce va fi construit pe platforma fostei fabrici Hidromecanica. Bretea pentru viraj la stânga din bd. Kogălniceanu spre bd. 15 Noiembrie |            |
| 31    | Hărmanului/RAT               | Intersecția str. Hărmanului cu Drumul Coresi                                                   | 2012            | 2              | intens             | La intrarea în sediul RAT Brașov, capătul estic al cartierului Coresi |            |
| 32    | 13 Decembrie/Coresi          | Intersecția str. 13 Decembrie cu Drumul Coresi                                                 | 2012            | 2              | normal             | În zona fostului depou de tramvaie, capătul vestic al cartierului Coresi |            |
| 33    | Pasaj Independenței          | Intersecția str. Independenței - str. Buzești - str. Grigore Ureche                            | 2012            | 2              | normal             | Lângă pasajul peste calea ferată |            |
| 34    | Coresi 1                     | Drumul Coresi - REMAT                                                                          | 2012            | 2              | ?                  | |            |
| 35    | Coresi 2                     | Drumul Coresi - Tractorul                                                                      | 2012            | 2              | ?                  | |            |
| 36    | Turnului                     | Intersecția str. 13 Decembrie - str. Turnului - str. Independenței                             | 2012            | 2              | intens             | „Lidl” - Tractorul |            |
| 37    | Independenței/1 Decembrie    | Intersecția str. 1 Decembrie 1918 - str. Independenței                                         | 2012            | 2              | normal             | Zona Cerna - Tractorul. Facilitează accesul pe strada Aluminiului (și dinspre str. Gloriei) celor care vin de pe (merg spre) Pasajul Independenței.                                                    |            |

Notă:
Nu a fost luat în considerare sensul giratoriu amenajat în zona parcării din fața magazinului „Mobexpert” (lângă „Carrefour”).

### Intersecții asemănătoare
Acestea sunt intersecții (sau grup de intersecții) amenajate similar cu sensurile giratorii, dar care, prin modul de semnalizare și de funcționare, diferă, definindu-se ca girații.
| Denumire     | Locație                                                | Anul amenajării | Număr de benzi | Intensitate trafic | De ce nu este sens giratoriu | Fotografie |
| ------------ | ------------------------------------------------------ | --------------- | -------------- | ------------------ | --- | ---------- |
| Centru Civic | Pe bd. M. Kogălniceanu, bd. 15 Noiembrie, str. Toamnei | 2008            | 6              | intens             | Este de fapt un ansamblu de sensuri unice ce creează în final o girație uriașă. Fiecare intersecție are alte reguli de prioritate și există străpungeri ale zonei din centrul girației. Ansamblul are o lungime de 1,7 km și un diametru de 600 m. |            |
| Tineretului  | Lângă stadionul Tineretului                            | 2008            | 2              | intens             | Diferă de un sens giratoriu prin modul de funcționare, cu toate că se circulă în girație (un drum are prioritate). |            |
| Bartolomeu   | Lângă stadionul Municipal                              | 2008            | 2-4            | intens             | Diferă de un sens giratoriu prin modul de funcționare, cu toate că se circulă în girație (un drum are prioritate). |            |

## Hartă
Pe lângă reprezentarea elementelor de mai sus, harta prezintă și intersecțiile semaforizate (în totalitate):